# 錢小豪
錢小豪（英語：Chin Siu Ho，1963年1月26日—），原名錢嘉華，香港出生，香港演員及武術指導；兼做幕後和幕前工作。導演張之亮是其前經理人。

## 背景

### 早年生活
錢小豪生於香港中環前稱中國街的萬宜里，籍貫廣東三水（三水錢氏輩同鄉鄉里尚有錢國偉），家有三姊一兄一弟，自己排行第五，其中胞兄錢嘉麟是電影幕後人員，胞弟為藝人錢嘉樂。他於兩歲時搬到擺花街一帶的住宅居住，父親在該處附近開設古董裝箱搬運店舖，後來舉家移居北角健康邨。他的童年娛樂主要是到屋邨後山位置玩金絲貓或者跑到賽西湖游泳。錢小豪曾就讀高主教書院（小學部），畢業於位於灣仔司徒拔道的私立嶺南小學，並在學校寄宿2年。後來升讀嶺南中學，在校時不喜歡讀書兼操行差。
他1973年10歲起跟隨大聖劈掛門的冼林沃師傅習武學拳，其對打擂台的興趣始於在銅鑼灣道百樂戲院觀看電影《洛基》。在14歲時，錢小豪參加香港國術總會觀摩大賽，又參加第15屆香港國術總會功夫擂臺公開賽及在第1屆香港功夫總會擂台賽中獲自由搏擊銅牌，在看到電影播映前的訓練班招生廣告的情況下，繼而即場在邵氏院線的戲院填寫報名表格，於1979年9月加入邵氏電影公司第3屆武術訓練班，16歲半，即1979年年尾被名導演張徹收為旗下張家班成員，1979年至1986年6月屬邵氏演員。入訓練班之初，他已放棄學業。

### 事業發展
自1970年代末起，錢小豪先后為邵氏電影公司及嘉禾電影公司等等演出超過90部影片，其中以武打動作片最深入人心，他在1980年代開始走紅。第一部擔任男主角的電影為《飛狐外傳》。1984年曾以部頭合約形式參演亞洲電視劇集《霍東閣》。隨着動作片的衰落，錢小豪亦逐漸轉型，開始嘗試演出其他風格的角色。他曾演出過不少恐怖片、警匪片，比較著名的有由洪金寶邀請和林正英、許冠英合作主演的“殭屍”系列。1989年，錢小豪加入無綫電視，主要參演電視電影如《特技雙雄》。後期發覺港產片走下坡，遂轉戰中國大陸、台灣、東南亞等市場。1994年，於西貢大埔仔村因從懷疑持槍的偷渡客身旁救了一名被挾持的女子而獲得香港“见义勇为”杰出青年（好市民獎）。
2000年，錢小豪被發現疑似將錄影機藏在紙袋內，偷拍在超級市場購物的女子的裙底，超市警衛報警將他逮捕，警方在錄影帶內發現至少30名女性的裙底鏡頭，以「遊蕩引致他人不安」罪名提出起訴。後因罪證不足獲判無罪釋放。但要付保證金二千元及守行為兩年。他事後曾對外表示是酗酒誤事。同期與方中信、鄭浩南等友人於尖沙咀山林道開設「Deep Blue」酒吧。2002年后，他曾淡出幕前，轉而從事導演工作。同時，錢小豪出演數部電視劇集，以古裝武俠劇居多。及後基於不想錯過幼子成長的時光，他不再當導演，轉而專注幕前至今。2016年在《2016金花獎國際電影節》以微電影《安居》獲得「最佳男演員」。還成立自己的製作公司，製作中國內地網絡電影。另一方面開設兩間拳館培育泰拳拳手。

### 其他資料
「錢小豪」一藝名由張徹所改；當錢成為張的「契仔」後，張時常把錢嘉華叫作林嘉華，於是為錢嘉華取了「錢小豪」一帶有北方稱呼意味的藝名。熱愛賽車活動的錢小豪在演藝事業以外於1980年首次接觸賽車運動，加入車手仇偉冠車隊，曾多次參加外地賽事，例如1989年4月在泰國芭提雅國際A組房車賽獲得季軍、1989年11月在澳門獲得第四名成績、1991年6月在芭提雅東南亞巡迴國際車賽獲得季軍、1992年11月在澳門旅遊司盃賽事中取得冠軍（大會其後以其賽車剎車碟有問題為由取消其冠軍資格）、1993年在泰國獲得全場季軍以及在1995年於印尼以第四名次完成賽事。1991年更由東芝路足球隊贊助與爾冬陞、毛亦強及張文光成立頃士頓賽車隊。2000年2月，他與一隊九人單車隊赴尼泊爾創下腳踏單車攀上2萬呎雪嶺的香港紀錄，合共籌得50萬元善款支持茶山區扶貧及香港傷殘人士。攀山過程當時被亞洲電視製作成特輯節目《雪嶺單車飛越巔峰》，安排《香港睇真D》節目外景隊及主持林祖輝隨團拍攝。現時，錢小豪持有一級大偈執照，也是具相關資格的體適能、泰拳（初級）以及潛水教練。

## 個人生活
錢小豪在18歲時認識女演员陈佩茜，两人於1981年1月開始拍拖，但最終因性格不合分手，后者在1987年墜楼身亡。1983年，他再與女演員張少媚拍拖，對方曾擔任錢小豪的經理人。
此外，錢小豪經歷過兩段婚姻，首任妻子為郭秀云，兩人于1989年在泰國拍攝電影《奪寶俏佳人》而定情，1990年5月在澳洲結婚，同年8月長子錢浩然（亦即龐景峰）出生。三年后，即1993年3月郭氏入稟香港家事法庭要求離婚，兩人分居并離婚。現任妻子為前香港電台唱片騎師丘倩鳴，兩人于2001年完婚，婚后亦育有幼子錢穎德。

## 演出作品
*以下列表只記錄錢小豪演出過的影視作品，若有遺漏，請協助補充相關資料。

### 電影
- 1979年 少林與武當 飾 魏興宏
- 1979年 廣東十虎與後五虎 飾 林福成
- 1980年 大殺四方
- 1980年 飛狐外傳 飾 胡斐
- 1980年 弟子也瘋狂
- 1981年 叉手 飾 曾軍
- 1981年 瘋子奇招
- 1982年 打雀英雄傳
- 1982年 卒仔抽車
- 1982年 沖霄樓 飾 錦毛鼠白玉堂
- 1982年 城寨出來者 飾 小弟
- 1982年 神鵰俠侶 飾 武修文
- 1983年 六指琴魔 飾 猿飛
- 1983年 滿天神佛
- 1983年 樑上君子
- 1984年 望子成蟲
- 1985年 教頭發威
- 1985年 弟子也瘋狂 飾
- 1985年 山東狂人
- 1985年 夏日福星
- 1985年 殭屍先生 飾 秋生
- 1986年 原振俠與衛斯理
- 1986年 富貴列車
- 1986年 開心鬼精靈
- 1986年 殭屍翻生
- 1986年 流氓英雄
- 1986年 國父孫中山與開國英雄
- 1987年 最後一戰
- 1987年 不夜天 飾 羅子峰
- 1987年 江湖正將
- 1987年 城市麗人
- 1988年 大話神探
- 1988年 神探父子兵 飾 毒販
- 1988年 鐵膽雄風
- 1989年 一眉道人 飾 阿豪
- 1989年 八寶奇兵
- 1989年 烈火街頭
- 1989年 師姐大晒
- 1989年 新英雄兒女
- 1990年 夜魔先生
- 1990年 初到貴境
- 1990年 玩命英雄
- 1990年 爛賭財神
- 1991年 殭屍至尊 飾 秋生
- 1991年 四海遊俠
- 1991年 賭王至尊
- 1991年 奪寶俏佳人
- 1991年 靈幻至尊
- 1991年 新義本無言
- 1992年 新殭屍先生 飾 秋生
- 1992年 婬妖豪情
- 1992年 葡京大劫案
- 1992年 驅魔道長
- 1993年 人鬼搭檔
- 1993年 千人斬
- 1993年 太極張三豐
- 1993年 金牌大探长之追捕狂人
- 1994年 精武英雄 飾 霍廷恩
- 1995年 冇面俾
- 1996年 危情追蹤
- 1996年 懵仔多情
- 1996年 醉佳排檔
- 1997年 97重案實錄
- 1997年 警察大賊
- 1997年 最佳拍檔之醉街拍檔
- 1998年 暴逆先鋒
- 1998年 全職大盜
- 1998年 金枝玉葉之睡在下流社會的日子
- 1999年 皇者之種
- 1999年 雄霸四海
- 1999年 北俠歐陽春 / 宋朝風月 飾 歐陽春
- 1999年 殺手自由人
- 1999年 古惑仔之大戰拉斯維加斯
- 1999年 古惑仔之再戰邊緣
- 1999年 古惑仔之決戰香港
- 2000年 古惑仔在走馬崗的日子
- 2000年 紅牆盜影 飾 韓福奎
- 2000年 潛龍奪寶
- 2000年 給小姐保鏢
- 2000年  越境緝兇
- 2001年 風月奇談
- 2001年 古惑仔之衝出亞洲
- 2002年 古惑仔之龍在中國
- 2005年 特警攻略
- 2006年 墨攻 飾 牛子張
- 2008年 車票
- 2008年 猛龍特警之天羅地網
- 2008年 新警察故事之人間有情
- 2009年 浪酒 飾 林建弘
- 2010年 72家租客
- 2010年 殭屍新戰士
- 2010年 復仇者之死 飾 謝夫
- 2011年 關雲長 飾 顏良
- 2011年 阿凱說:牛凱請你喝 飾 錢凱
- 2011年 保衛戰隊之出動喇！朋友！ 飾 松本集團保鑣
- 2011年 双鞭呼延灼 飾 呼延灼
- 2011年 靠黑翻紅
- 2013年 殭屍 飾 錢小豪
- 2016年 陰陽先生之末代天師(網絡電影)飾 秋生
- 2016年 幸運是我 飾 陳峰
- 2017年 天師歸來(網絡電影)飾 張長弓
- 2017年 救殭清道夫 飾 葉之秋
- 2017年 生化藥屍
- 2017年 新殭屍先生2 飾 豪哥
- 2018年 一家大
- 2018年 兄弟班
- 2019年 新封神之哪吒闹海(網絡電影)
- 2019年 四目先生(網絡電影)
- 2019年 妈阁是座城
- 2019年 至尊先生（日语：霊幻道士Ⅹ 最強妖怪キョンシー現る）(網絡電影)
- 2020年 大幻术师(網絡電影)饰  罗宾
- 2020年 手捲煙 飾 華佬
- 2021年 茅山(網絡電影)
- 2021年 一眉先生(網絡電影)
- 2021年 至尊先生之金蝉蛊(網絡電影)
- 2021年 灵幻大师(網絡電影)
- 2021年 媽媽的神奇小子
- 2021年 我不是龙套(網絡電影)饰 王兆杰
- 2022年 龙云镇怪谈(網絡電影)
- 2022年 哮天神犬勇闯龙宫(網絡電影)饰 杨戬
- 2022年 茅山天师(網絡電影)
- 2022年 驱魔天师(網絡電影)
- 2022年 大幻术师2(網絡電影)
- 2022年 僵尸山雀(網絡電影)
- 2023年 幻术先生(網絡電影)

### 電視劇（亞洲電視）
- 1984年 霍東閣 飾 霍東閣

### 電視劇（無綫電視）
| 首播   | 劇名              | 角色            | 性質                 |
| 1993年 | 大頭綠衣鬥殭屍    | 張北平          | 第一男主角           |
| 1994年 | 獨臂刀客          | 齊羽            | 第一男主角           |
| 1995年 | 包青天之俠情      | 仇天行          | 單元男主角           |
| 1996年 | 路客與刀客之怒斬  | 斬天            | 單元男主角           |
| 1996年 | 聊齋之俠女田郎    | 田七郎          | 單元男主角           |
| 1996年 | 俠義見青天        |                 |                      |
| 1997年 | 大刺客之刺馬      | 張文祥          | 單元男主角           |
| 1999年 | 十三密殺令        | 甄兆人          | 第一男主角           |
| 2015年 | 潮拜武當          | 包繼沖（爆偈）  | 第一男主角           |
| 2021年 | 逆天奇案          | 張耀祈（張Sir） | 特別演出、由陳欣配音 |
| 2022年 | 愛·回家之開心速遞 | 小豪哥          | 特別演出第1477集     |

### 電視劇（香港電台）
- 2010年 火速救兵 - 深海潛流 飾 郭子峰
- 2012年 火速救兵II - 勇者無懼 飾 李家興
- 2014年 同里有親 -  飾  乾洗店老闆   華哥
- 2015年 火速救兵III - 第一、二集：失蹤 飾 莫智鷹（鷹哥，消防員（一柴））

### 電視劇（其他）
- 1989年 中視《風雲時代》飾 潘人傑
- 1992年 中視《軍官与淑女》飾 卞翔
- 1998年 《新少林寺》 飾 王仁則
- 2001年 《新蜀山劍俠》飾 綠袍
- 2004年 《動感豪情之鐵拳浪子》
- 2004年 《愛与夢飛翔》
- 2012年 湖南卫视《赏金猎人》飾 小田次郎
- 2012年 于正工作室 《王的女人》 飾 张吉/章邯

### 電視劇（ViuTV）
- 2018年：VR驅魔人

### 電視電影（無綫電視）
- 1990年：綫人
- 1991年：特技雙雄 飾 森
- 1995年：出更二人組 飾 林思聰

### MV
- 2023年：草爺《按部就班》

## 執導作品
- 2002年 街燈
- 2004年 絲路豪客

## 外部連結
- 錢小豪在互联网电影资料库（IMDb）上的資料（英文）
- 錢小豪在香港影庫上的簡介
- 錢小豪在豆瓣上的资料（简体中文）
- 錢小豪在时光网上的簡介（简体中文）